# Варих, Венцеслаус
Венцеслаус Варих, другой вариант немецкого имени — Венцель, славянские варианты — Вяцлав Ворех, Вяцлав Варихиус, Вяцлав Варих, Вяцлав Варех, Вяцлав Ваурих, латинский вариант — Венцеслаус Варихиус нем. Wenzeslaus (Wenzel) Warich; в.-луж. Wjacław Worjech, Wjacław Warichius, Wjacław Warich, Wjacław Warеch, Wjacław Wawrich; лат. Wenceslaus Warichius; (около 1564 года, деревня Гродзишчо (Gröditz) около Будишина, Лужица, Саксония — 5 сентября 1618 года, деревня Годжий около Баутцена, Саксония) — лютеранский священнослужитель, богослов, серболужицкий писатель и переводчик. Его перевод Катехизиса Мартина Лютера считается первой печатной книгой на верхнелужицком языке.

## Биография
Родился около 1564 года в серболужицкой деревне Гродзишчо в семье сельского старосты. Начальное образование получил в родной деревне. С 1576 по 1584 года обучался в Будишине. С 1584 по 1586 года изучал лютеранское богословие в Виттенберге. По возвращении в Лужицу был в 1587 году рукоположен в дьякона. С 1589 года до своей кончины в 1618 году служил настоятелем лютеранского прихода в деревне Годжий. Был суперинтендантом лютеранских серболужицких приходов округа Бишофсверда.
В 1595 году издал на верхнелужицком языке собственный перевод «Малого катехизиса» Мартина Лютера с параллельным немецким текстом. Это издание стало первой печатной книгой на верхнелужицком языке.